# Duc de Richelieu
Le titre de duc de Richelieu,  auquel était attaché la pairie de France, a été créé par lettres patentes d'août 1631,,, au profit du cardinal de Richelieu (1585-1642). Transmis par plusieurs réversions du titre au sein de branches collatérales de sa famille, ce titre s'est éteint en 1952.

## Duché de Richelieu

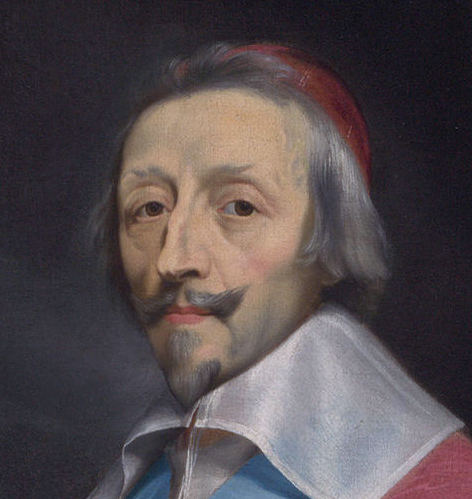
Le cardinal de Richelieu.

Le duché-pairie fut érigé en 1631 par le roi Louis XIII au profit du cardinal de Richelieu, son principal ministre depuis 1624.
Le duché comprenait notamment les actuelles communes de Richelieu, ainsi que les baronnies, terres et seigneuries de Mirebeau, de L'Île-Bouchard, de Faye-la-Vineuse et du château du Chillou. Par lettres patentes de décembre 1637, les terres et seigneuries de La Chapelle-Bellouin, de Champigny-la-Rajace, de Chissay, de Cravant, de Saissay, de La Reille et de La Basse-Chancelée furent unies au duché-pairie.

## Transmission

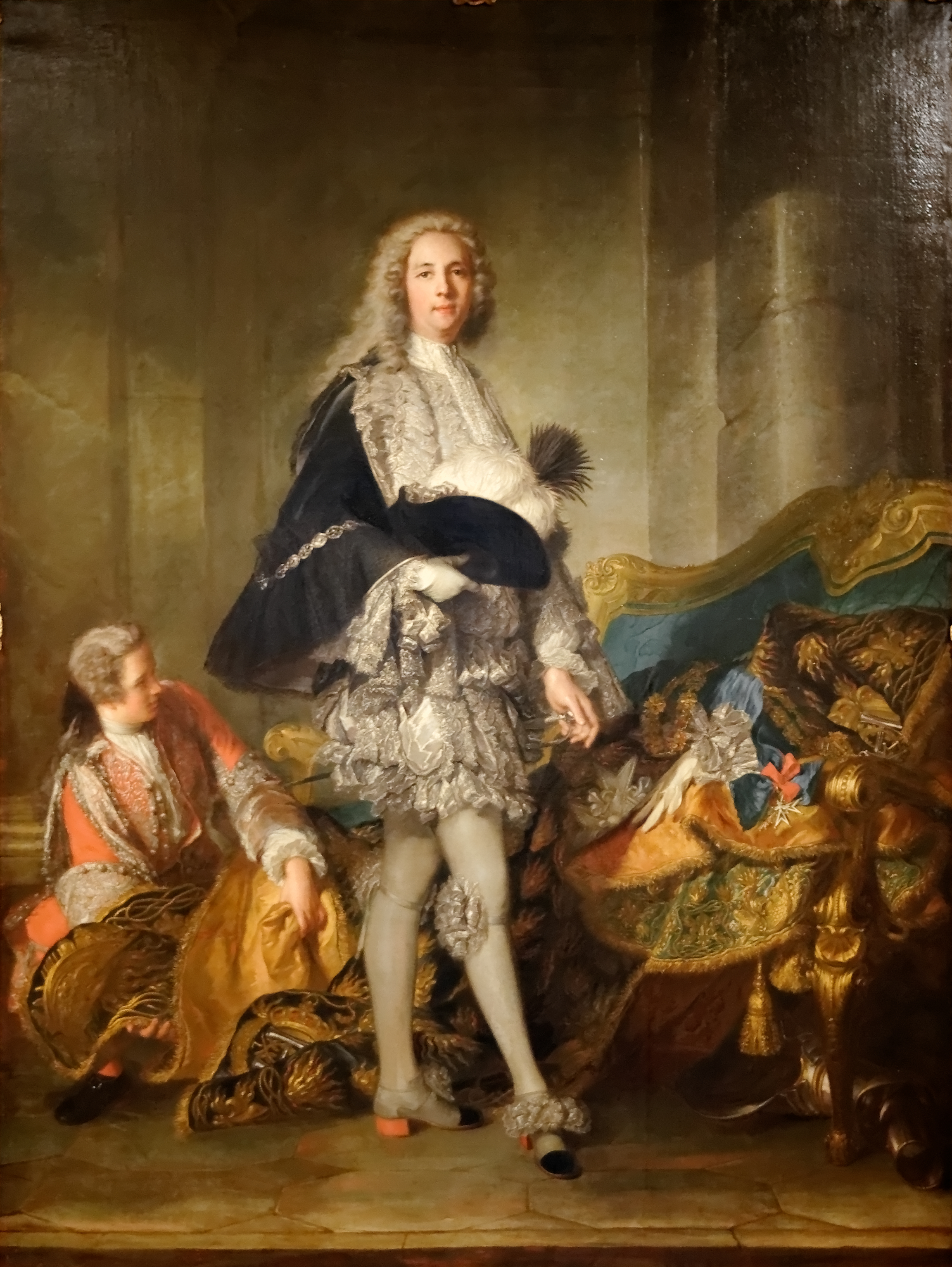
Louis François Armand de Vignerot du Plessis par Jean-Marc Nattier (1732).

Comme ecclésiastique, Armand Jean du Plessis de Richelieu, cardinal depuis 1622 et duc de Richelieu depuis 1631, n'a pas de descendant direct. Il obtient cependant de transmettre son titre ducal à l'aîné de ses petits-neveux, Armand Jean de Vignerot (1629-1715), petit-fils de sa sœur aînée Françoise (1577-1615), épouse de René de Vignerot, seigneur de Pontcourlay († 1625).
Armand Jean de Vignerot ajoute donc à son nom celui du cardinal (du Plessis), adopte ses armes (d'argent à trois chevrons de gueules « sans meslange d'aulcunes autres ») et reçoit le titre du duc de Richelieu et la pairie de France par lettres patentes, en 1657.
Deux nouvelles réversions du titre ont lieu en 1822 et en 1879. En effet Armand Emmanuel de Vignerot du Plessis, duc de Richelieu, meurt sans héritier, mais il obtient que le titre de duc de Richelieu passe au fils de sa demi-sœur Simplicie, né d'Antoine-Pierre Chapelle, marquis de Jumilhac, avec réversion dans la descendance de son frère cadet pour le cas où il décéderait sans héritier mâle, ce qui se produit en effet, le titre passant alors à son neveu. 
Le titre s'éteint en 1952 en la personne du 8e duc de Richelieu, Marie Odet Jean Armand Chapelle de Jumilhac, fils du 7e duc et d'Alice Heine (1858-1925), laquelle, devenue veuve en 1880 se remaria en 1889 avec le prince Albert Ier de Monaco. En vertu de son testament de 1930, une grande partie des biens des ducs de Richelieu, en particulier le domaine du château de Richelieu et les papiers de la famille, sont alors légués à l'Université de Paris et forment un capital dont les intérêts servent tous les ans à pourvoir une série de prix académiques décernés par la Chancellerie des universités de Paris.

## Liste chronologique des ducs de Richelieu
1. 1631-1642 : Armand Jean du Plessis de Richelieu (1585-1642), cardinal, 1er duc de Richelieu, duc-pair de Fronsac en juillet 1634[8], principal ministre de l'État sous Louis XIII.
2. 1657-1715 : Armand-Jean de Vignerot du Plessis (1629-1715), 2e duc de Richelieu, petit-neveu du précédent.
3. 1715-1788 : Louis François Armand de Vignerot du Plessis (1696-1788), 3e duc de Richelieu, maréchal de France, fils du précédent.
4. 1788-1791 : Louis-Antoine-Sophie de Vignerot du Plessis (1736-1791), 4e duc de Richelieu, fils du précédent.
5. 1791-1822 : Armand-Emmanuel de Vignerot du Plessis (1766-1822), 5e duc de Richelieu, président du Conseil et ministre des Affaires étrangères, fils du précédent.
6. 1822-1879 : Armand François Odet Chapelle de Jumilhac (1804-1879), 6e duc de Richelieu, neveu du précédent.
7. 1879-1880 : Marie Odet Richard Armand Chapelle de Jumilhac (1847-1880), 7e duc de Richelieu, neveu du précédent, mari d'Alice Heine.
8. 1880-1952 : Marie Odet Jean Armand Chapelle de Jumilhac (1875-1952), 8e et dernier duc de Richelieu, fils du précédent.